# Chu Qiyuan
Chu Qiyuan (chiń. 褚启元) – chiński dyplomata.
Pierwszy ambasador Chińskiej Republiki Ludowej w Republice Zimbabwe. Pełnił tę funkcję między czerwcem 1980 a grudniem 1984 roku.